# Ignazio Silone
Ignazio Silone es el seudónimo de Secondino Tranquilli (Pescina, L'Aquila, Italia, 1 de mayo de 1900 - Ginebra, Suiza, 22 de agosto de 1978), fue un escritor italiano.

## Biografía
Nació en el pueblo de Pescina en la región de los Abruzos. Su padre murió en 1911. Varios de sus familiares, incluyendo su madre, murieron a causa del terremoto de Avezzano en 1915. Silone se unió al grupo Jóvenes Socialistas del Partido Socialista Italiano (PSI), llegando a ocupar altos rangos dentro de la agrupación. Fue uno de los miembros fundadores del Partido Comunista Italiano (PCI) en 1921 y fue uno de los líderes del partido durante el régimen fascista. Silone abandonó Italia en 1927 para viajar en una misión a la Unión Soviética y, en 1930, se asentó en Suiza. Mientras estaba allí, declaró su oposición a Iósif Stalin y a los altos rangos de la Internacional Comunista. Debido a esto, fue expulsado del PCI.
Empezó a padecer tuberculosis y depresión y estuvo internado en varias clínicas suizas durante casi un año, destacando una en Davos. Mientras se recuperaba, empezó a escribir su primera novela Fontamara, la cual fue publicada en 1933 con éxito fuera de Italia: de hecho apareció en alemán en Zúrich; y solo se publicó en Italia en 1947. Trataba de la dictadura fascista en sus inicios, y es un retrato de sus opiniones en forma de balada y denuncia.
El ejército de ocupación estadounidense imprimió versiones no autorizadas de Fontamara y de Vino e pane, y las distribuyó entre los italianos durante la liberación de Italia después de 1943. Estos dos libros junto con Il seme sotto la neve forman la trilogía de Abruzzo. Silone regresó a Italia en 1944 y dos años más tarde fue elegido como segundo del PSI.
Durante la Segunda Guerra Mundial, Silone se había convertido en el líder de una organización socialista clandestina que operaba desde Suiza para apoyar a la Resistencia italiana en el norte de Italia. Asimismo fue agente de la Office of Strategic Services (OSS) usando el alias Len. Esta confusión de posiciones ha hecho que fuese injustamente olvidado, teniendo en cuenta el reconocimiento europeo.

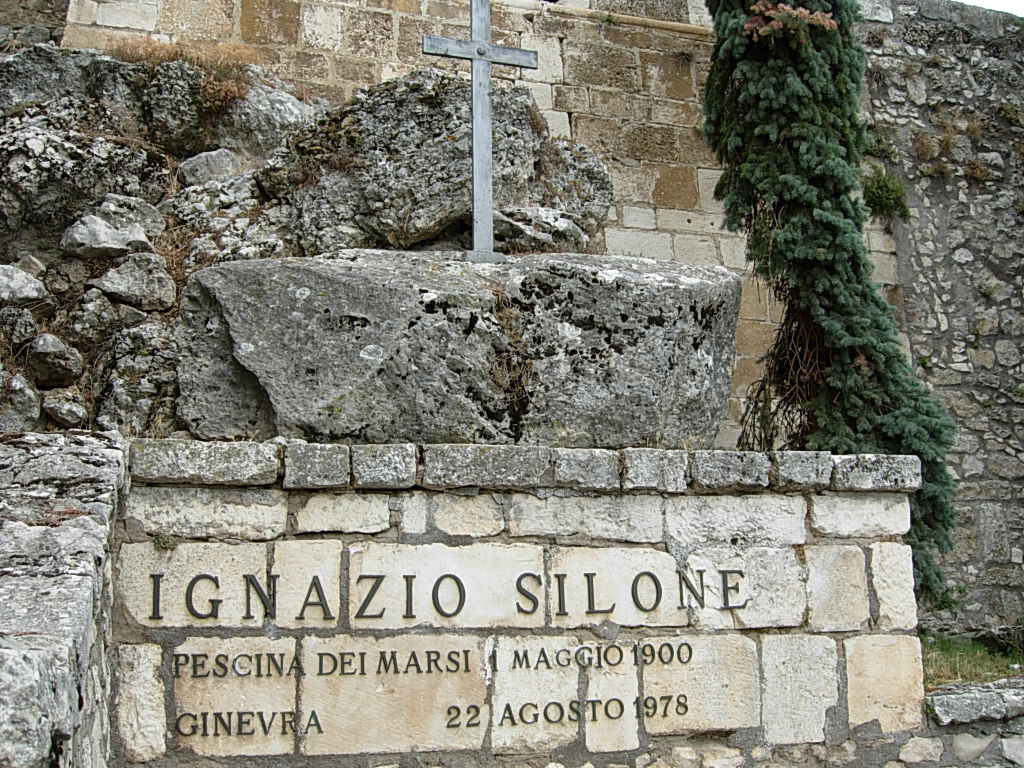
Tumba de Silone en Pescina.

Luego de contribuir con la antología crítica con el comunismo de entonces The God that Failed, Silone se unió al Congress for Cultural Freedom (Congreso para la Libertad Cultural), y editó la revista Tempo Presente desde 1956 con Niccola Chiaromonte. En 1967, cuando se descubrió que la revista recibía secretamente fondos de la Agencia Central de Inteligencia, el escritor renunció a su puesto como editor. Desde entonces, dedicó la mayor parte de su tiempo a escribir novelas y ensayos autobiográficos.
Silone recibió numerosos reconocimientos por su trabajo, incluyendo el Premio Jerusalén en 1969, un premio literario para autores que escriben sobre las libertades individuales y la sociedad, y el Premio Mundial Cino Del Duca en 1971. Estuvo casado con Darina Laracy, una periodista irlandesa. Murió en Ginebra en 1978, a los 78 años.

## Obras

### Novelas
- Severina (1971).
- L'avventura di un povero cristiano (1968).
- La volpe e le camelie (1960).
- Il segreto di Luca (1956).
- Una manciata di more (1952).
- Vino e pane (1936).
- Un viaggio a Parigi (1934).
- Fontamara (1930).
- Ignazio Silone, Il seme sotto la neve. Edizione critica a cura di Alessandro La Monica, Milano-Firenze, Mondadori Education-Le Monnier Università, 2015.

### Ensayos
- Uscita di sicurezza (1965)
- Memoriale dal carcere svizzero (1944)
- The living thoughts of Mazzini (1939, en inglés)
- La scuola dei dittatori (1938)
- Der faschismus: seine Entstehung und seine Entwicklung (1934)

### Teatro
- L'avventura di un povero cristiano (1969, basada en la novela homónima).
- Ed egli si nascose (1944).

### Traducciones
- Fontamara, Argos Vergara, 1983 ISBN 978-84-7178-526-8.
- Salida de urgencia, Revista de Occidente, 1969 ISBN 978-84-292-9215-2.
- El secreto de Lucas, Cid, 1958 ISBN 978-84-7045-140-9.
- Severina, Denes, 2010, ISBN 978-84-92768-34-9.
- Vino y pan, Alianza, 1968 ISBN 978-84-206-1144-0.